# Maurice Blondel
Maurice Blondel (ur. 2 listopada 1861, zm. 4 czerwca 1949) – francuski filozof, przedstawiciel modernizmu katolickiego.

## Poglądy
Blondel był krytyczny wobec pozytywizmu i tomizmu, poszukiwał racjonalnych przesłanek wiary poprzez analizę ludzkich działań, co uznał za główne zadanie filozofii. Dowodził występowania w każdym z nich nieusuwalnej dysproporcji między realizacją doraźnych celów a dążeniem do doskonałości i pełni, którego człowiek sam z siebie nie jest w stanie zaspokoić.
Zdaniem Blondela dążenie owo wskazuje, iż przyczyna sprawcza i celowa ludzkiej aktywności ma charakter transcendentny – jest nią Bóg uobecniający się w człowieku, kierujący go ku sobie i oferujący mu spełnienie absolutne, czyli zbawienie. Ku swemu Stwórcy, tak jak człowiek, orientuje się cała rzeczywistość. Teorie Blondela wywarły znaczący wpływ m.in. na myślicieli spod znaku katolickiego modernizmu i na Pierre'a Teilharda de Chardin.

## Dzieła
- L'action. Essai d'une critique de la vie et d'une science de la pratique (1893)
- La pensée (1934)
- L'être et les êtres (1935)
- L'action (1936–37)
- Exigences philosophiques du christianisme (Filozoficzne wyzwania chrześcijaństwa wyd. pol. "Znak" 1994).